# 제6탐색구조비행전대
제6탐색구조비행전대(第六探索救助飛行戰隊, 영어: ROKAF 6th Search & Rescue Air Group / / ROK Special Air force Rescue Team)는 대한민국 공군의 전투탐색구조 전대이다. SART로 많이 불린다. 부대의 상징은 빨간 베레모다.

## 역사
1958년 8월 1일, 오산 공군 기지에서 33비행대대로서 창설되었다. 1995년 청주국제공항으로 옮겨갔다.
1994년, 태풍으로 침몰하는 부산의 화물선 선원을 구조했다.
2003년과 2006년 군산 앞바다에 추락한 주한 미군 F-16 전투기의 조난 조종사를 공군 6전대 탐색구조전력이 무사히 구조했다.
2009년 3월 31일 서해상에 추락한 제20전투비행단 소속 KF-16 조종사 2명도 공군 6전대의 HH-60P 페이브호크와 HH-47D 헬기로 구조했다.
현재 주한 미군과 함께 매년 한미연합탐색구조훈련을 한다. 2008 사천우주항공엑스포에서 HH-60P 페이브호크 헬기를 이용, 탐색구조 시범을 보이기도 했다. 대한민국 공군은 10대의 HH-60 페이브호크 탐색구조용 헬기를 보유하고 있다.
2016년 3월 2일, HH-47D와 CH-47D를 운용하는 제231탐색구조비행대대가 창설되었다.

## 근거법령
ICAO 규정에 따르면 한국 방공식별구역(KADIZ)내에서 재난상황에 처한 국제 선박과 항공기를 우리 군이 탐색 구조할 수 있도록 되어 있다.
한미 공군은 10대 군사임무전환에 따라 2008년 9월 30일 이후 평시 미 공군 조종사에 대한 탐색구조임무를 공군 6전대에서 담당하게 되었다.
대한민국 합동참모본부는 2008년 9월 25일 "주한미군의 10대 군사임무 가운데 주야간 탐색구조 임무가 오는 30일부로 한국군으로 전환된다"면서 "이 임무 전환을 끝으로 2003년부터 추진해 오던 10대 군사임무 전환 작업이 모두 완료된다"고 밝혔다.

## 제주도 기지 창설
대한민국 공군은 2011년 제주도에 탐색 구조 부대를 창설하기로 했다. 탐색구조헬기인 HH-60P, HH-47D와 CN-235, C-130 수송기 전력 위주의 대대급 규모로 창설한다.
이와 관련하여 알뜨르 비행장의 사용여부가 문제가 되었다. 김태환 제주도지사는 제주도에 공군 기지가 들어온다면 알뜨르 비행장밖에 자리가 없다면서, 그래서 알뜨르 비행장의 문제가 논의대상이 되었다고 말했다.
이러한 국방부의 제주 남부탐색구조부대 창설 계획과 관련해, 민주노동당 노회찬 의원은 "이 부대는 제주도민을 속이기 위해 '전투기'라는 용어만 삭제했을 뿐 실제로는 전투기 수용능력을 갖춘 부대"라면서, 전투기 1개 대대와 지원기 1개 대대를 수용할 수 있는 능력을 갖춘 부대라고 주장했다.
알뜨르 비행장은 1930년대에 일본이 제주도 서귀포시 대정읍 상모리 송악산(宋岳山:84m) 아래 들판에 건설한 공군 비행장으로서 폭 20ｍ, 높이 4ｍ, 길이 10.5ｍ 규모의 격납고가 총 20개 건설되었다. 1937년 중일전쟁이 발발하자 이곳에서 출격한 전투기들이 약 700 km 정도 떨어진 중국 난징(南京)을 폭격했다.

## 부대
- 제231탐색구조비행대대
- 제233탐색구조비행대대
- 제235탐색구조비행대대
- 정비대대
- 특수탐색구조대대(前 항공구조대)

## 기록

### 계보
- 1958년 8월 1일, 제33비행대대
- (날짜미상), 제6탐색구조비행전대

### 장비

제6탐색구조비행전대의 장비
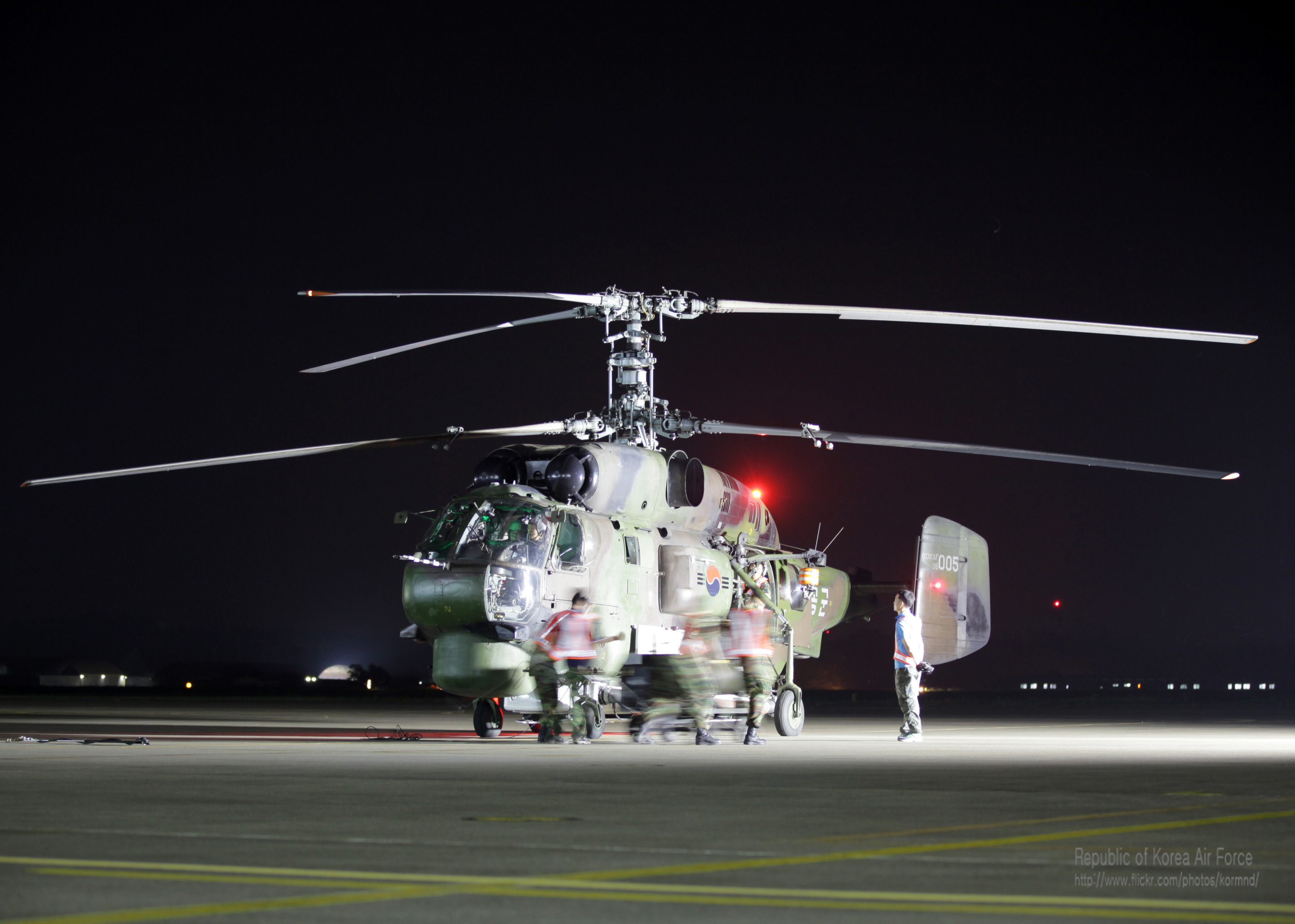
카모프 Ka-32
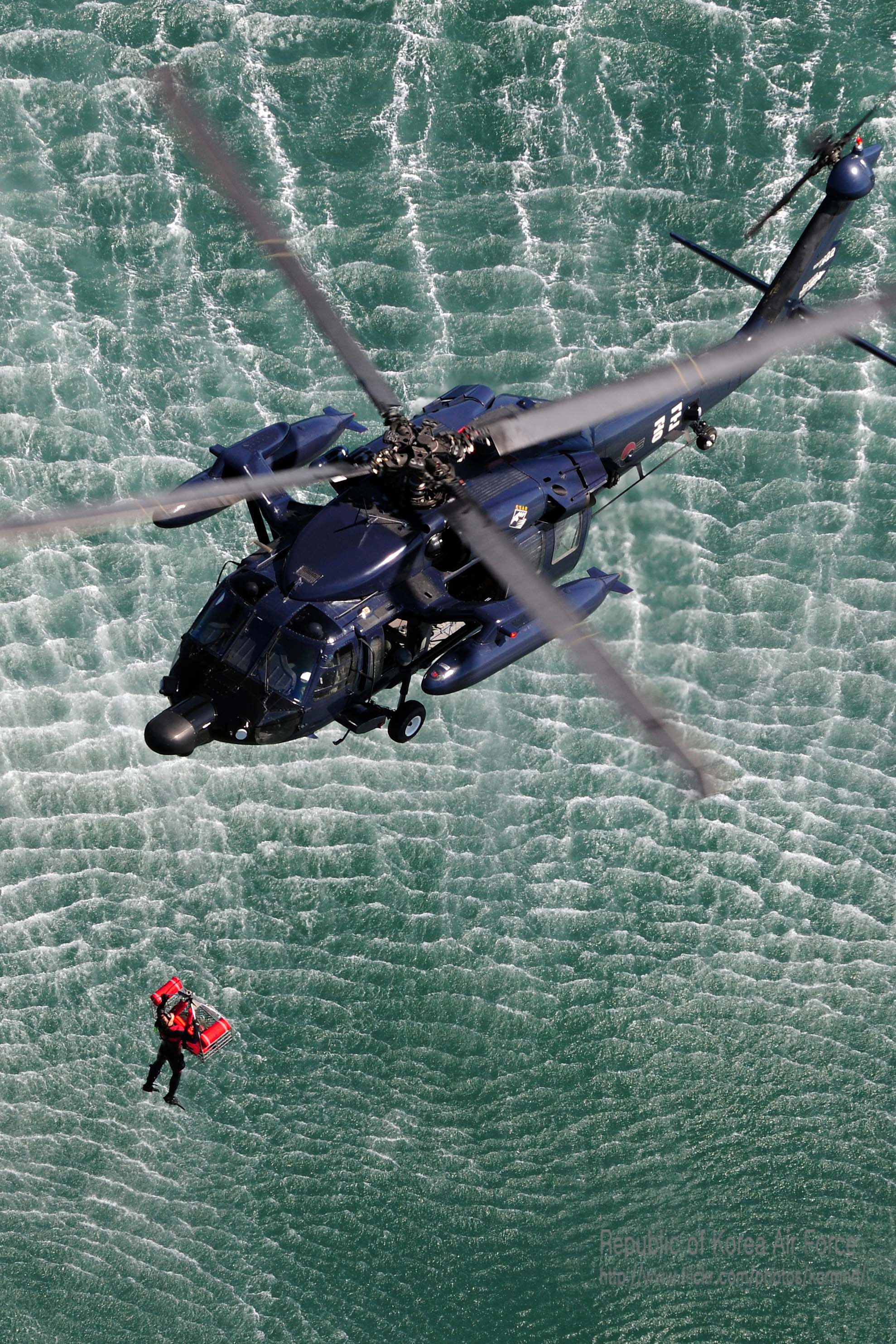
HH-60 페이브호크
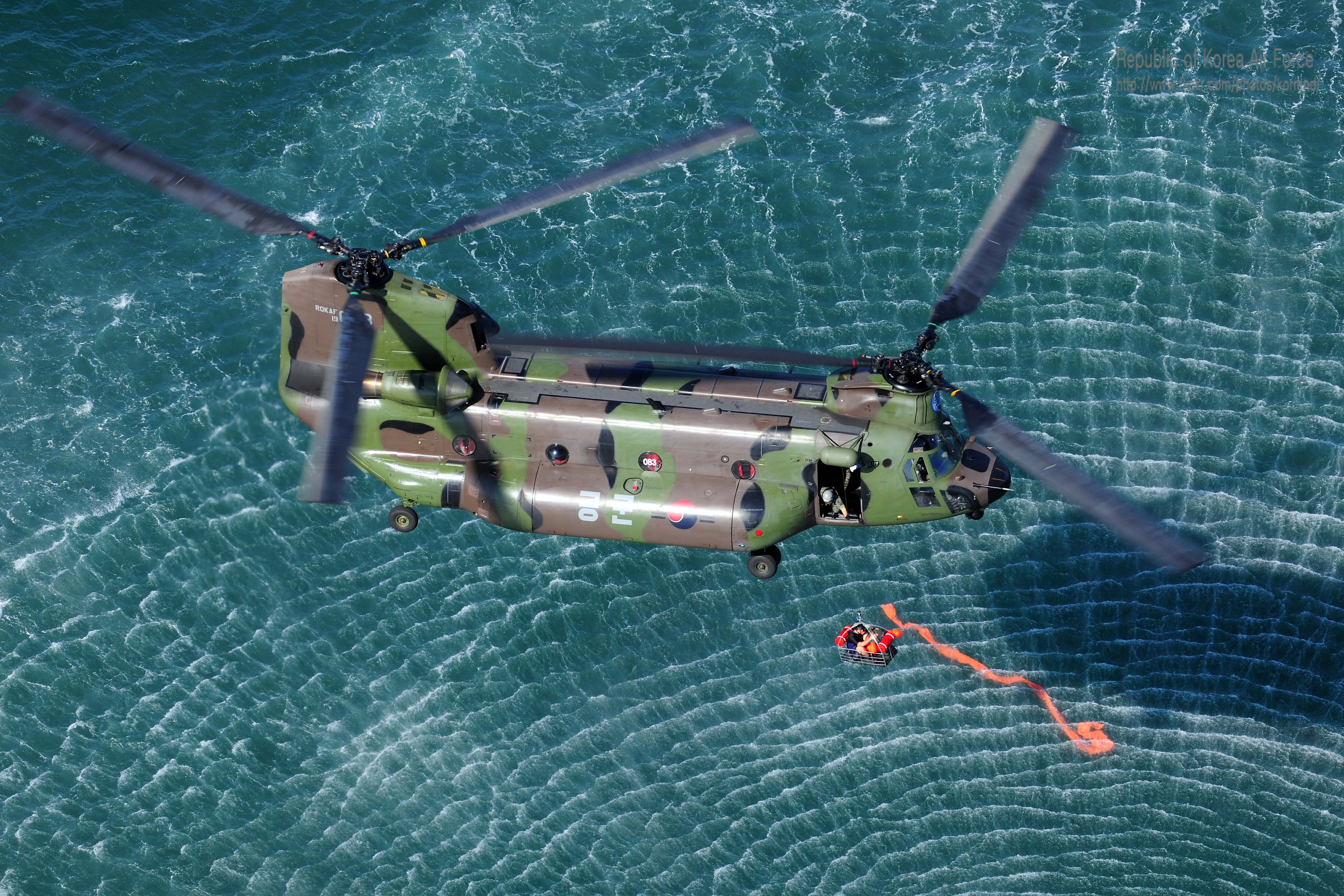
HH-47

- HH-60P 페이브호크
- HH-47D 치누크
- HH-32A 헬릭스
- AS-332 슈퍼퓨마
- B-412

## 같이 보기
- 전투탐색구조
- 미국 공군 낙하산구조대

## 참고
1. 1 2  양낙규 (2011년 6월 2일). “공군 최강특수부대 항공구조대”. 아시아경제. 2015년 1월 2일에 확인함.
2. ↑  박지환 (2009년 4월 2일). “공군 6탐색전대 "탐색구조는 우리에게 맡겨라"”. 노컷뉴스. CBS정치부. 2014년 4월 30일에 확인함.
3. ↑  김상윤 (2016년 3월 2일). “231탐색구조비행대대 창설”. 국방일보. 2019년 9월 4일에 원본 문서에서 보존된 문서. 2016년 3월 4일에 확인함.
4. ↑  김귀근; 이귀원 (2006년 8월 13일). “공군, 제주도에 탐색·구조부대 창설 추진”. 연합뉴스. 2014년 4월 30일에 확인함.
5. ↑  대한민국 국방부 (2008년 9월 26일). “미군 10대 군사임무, 한국군 전환 완료”. 정책프리핑. 2014년 4월 30일에 확인함.
6. ↑  김상연 (2006년 8월 14일). “제주 탐색·구조 공군부대 창설 논란”. 서울신문. 2014년 4월 30일에 확인함.
7. ↑  김태형 (2009년 4월 28일). “알뜨르 부지 사용권 '실속' 논란”. 제주일보. 2014년 5월 2일에 원본 문서에서 보존된 문서. 2014년 4월 30일에 확인함.
8. ↑  좌공일 (2007년 5월 21일). “노회찬 "제주공군기지는 '전투기부대'"”. 뉴시스. 2014년 4월 30일에 확인함.
9. ↑  김대휘 (2007년 5월 9일). “국방부-제주도 공군기지 양해각서 체결 도민 반발”. 노컷뉴스. 2014년 4월 30일에 확인함.
10. ↑  유석재 (2009년 3월 7일). “일본이 파헤친 동굴에… 평화를 세웠다”. 조선일보. 2014년 4월 30일에 확인함.
11. ↑  “내 목숨은 버려도 전투조종사는 반드시 구한다.”. 매일경제. 2014년 10월 21일. 2015년 1월 2일에 원본 문서에서 보존된 문서. 2015년 1월 2일에 확인함.